# Acanthocreagris
Genre
Synonymes
- Simonobisium Heurtault, 1975

Acanthocreagris est un genre de pseudoscorpions de la famille des Neobisiidae.

## Distribution
Les espèces de ce genre se rencontrent en Europe du Sud, au Moyen-Orient et en Asie centrale.

## Liste des espèces
Selon Pseudoscorpions of the World (version 3.0) :
- Acanthocreagris aelleni Mahnert, 1978
- Acanthocreagris agazzii (Beier, 1966)
- Acanthocreagris anatolica (Beier, 1963)
- Acanthocreagris apulica Callaini, 1986
- Acanthocreagris balcanica (Hadži, 1939)
- Acanthocreagris balearica (Beier, 1961)
- Acanthocreagris barcinonensis Zaragoza, 2003
- Acanthocreagris beieri Mahnert, 1974
- Acanthocreagris callaticola (Dumitresco & Orghidan, 1964)
- Acanthocreagris cantabrica Zaragoza, 2003
- Acanthocreagris caspica (Beier, 1971)
- Acanthocreagris corcyraea Mahnert, 1976
- Acanthocreagris corsa Mahnert, 1974
- Acanthocreagris focarilei Gardini, 1998
- Acanthocreagris gallica (Beier, 1965)
- Acanthocreagris granulata (Beier, 1939)
- Acanthocreagris iranica Beier, 1976
- Acanthocreagris italica (Beier, 1958)
- Acanthocreagris lanzai (Beier, 1961)
- Acanthocreagris leucadia (Mahnert, 1972)
- Acanthocreagris lucifuga (Simon, 1879)
- Acanthocreagris ludiviri Ćurčić, 1976
- Acanthocreagris lycaonis Mahnert, 1978
- Acanthocreagris mahnerti Dumitresco & Orghidan, 1986
- Acanthocreagris microphthalma Callaini, 1986
- Acanthocreagris multispinosa Estany, 1978
- Acanthocreagris myops (Simon, 1881)
- Acanthocreagris nemoralis Gardini, 1998
- Acanthocreagris obtusa Mahnert, 1976
- Acanthocreagris osellai (Beier, 1973)
- Acanthocreagris pyrenaica (Ellingsen, 1909)
- Acanthocreagris redikorzevi Dashdamirov, 1988
- Acanthocreagris relicta Mahnert, 1977
- Acanthocreagris ressli (Beier, 1965)
- Acanthocreagris ronciformis (Redikorzev, 1949)
- Acanthocreagris ruffoi (Lazzeroni, 1969)
- Acanthocreagris sandaliotica Callaini, 1986
- Acanthocreagris sardoa (Beier, 1959)
- Acanthocreagris serianii Gardini, 1998
- Acanthocreagris zoiai Gardini, 1998

et décrites depuis :
- Acanthocreagris alguerensis Gardini, 2018
- Acanthocreagris cyrnea Gardini, 2022
- Acanthocreagris foghesa Gardini, 2018
- Acanthocreagris grottoloi Gardini, 2018
- Acanthocreagris heurtaultae Gardini, 2022

## Systématique et taxinomie
Ce genre a été décrit par Mahnert en 1974 dans les Neobisiidae.
Simonobisium a été placé en synonymie par Gardini en 1995.

## Publication originale
- Mahnert, 1974 : « Acanthocreagris nov. gen. mit Bemerkungen zur Gattung Microcreagris (Pseudoscorpiones, Neobisiidae) (Über griechische Pseudoskorpione IV). » Revue suisse de Zoologie, vol. 81, no 4, p. 845-885 (texte intégral).